# Subsuccessió
En matemàtiques, una subsuccessió o successió parcial és una successió formada per infinits termes d'una successió. És a dir, una subsuccessió {\displaystyle \{a_{n_{k}}\}_{n_{k}}} de la successió {\displaystyle \{a_{n}\}_{n}} compleix {\displaystyle \{a_{n_{k}}\}_{n_{k}}\subset \{a_{n}\}_{n}}.

## Definició formal
Siguin {\displaystyle \{a_{n}\}_{n\in \mathbb {N} }} una successió i {\displaystyle N_{0}\subseteq \mathbb {N} } un subconjunt dels naturals amb cardinalitat infinita, aleshores, {\displaystyle \{a_{n_{k}}\}_{n_{k}\in \mathbb {N_{0}} }} és una subsuccessió de {\displaystyle \{a_{n}\}_{n\in \mathbb {N} }}.

## Exemple
Donada una successió {\displaystyle \{a_{n}\}_{n\in \mathbb {N} }}, 
- Els termes de {\displaystyle \{a_{n}\}_{n\in \mathbb {N} }} que ocupen una posició parella conformen una subsuccessió:

{\displaystyle \{a_{n_{k}}:=a_{2\cdot n}\}_{n_{k}}}
- Els termes de {\displaystyle \{a_{n}\}_{n\in \mathbb {N} }} que ocupen una posició senar conformen una altra subsuccessió:

{\displaystyle \{a_{n_{p}}:=a_{2\cdot n+1}\}_{n_{p}}}
Per exemple, la successió dels nombres parells és {\displaystyle a_{n}=2\cdot n} (és a dir, 2, 4, 6, 8, 10, 12, 14, 16, 18, 20...). Les següents successions són subsuccessions d'aquesta:
- {\displaystyle b_{k}=a_{2\cdot k}} (4, 8, 12, 16...)
- {\displaystyle c_{k}=a_{2\cdot k+1}} (2, 6, 10, 14...)
- {\displaystyle d_{k}=2^{k}} (2, 4, 8, 16, 32...)

La següent successió no és subsuccessió de {\displaystyle \{2\cdot n\}_{n\in \mathbb {N} }}:
- {\displaystyle e_{k}=2} (2, 2, 2, 2, 2...)

## Propietats
Com que una subsuccessió és, en particular, una successió, mantenen les propietats d'aquestes.
Els resultats més rellevants que involucren subsuccessions són els següents:
- Si una successió és convergent a {\displaystyle L\in \mathbb {R} }, aleshores totes les seves successions convergeixen també a {\displaystyle L}.
- Si una successió és fitada, aleshores totes les seves successions també ho són.
- Si una successió {\displaystyle \{a_{n}\}_{n\in \mathbb {N} }} té dues subsuccessions que convergeixen a límits distints, aleshores {\displaystyle \{a_{n}\}_{n\in \mathbb {N} }} no convergeix.
- Tota successió de reals fitada conté alguna subsuccessió convergent (Teorema de Bolzano-Weierstrass).